# Кобель, Петер
Петер Кобель (нем. Peter Kobel; род. 20 февраля 1972) — швейцарский хоккеист, нападающий. Выступал за сборную Швейцарии.

## Биография
Дебютировал на профессиональном уровне в сезоне 1992/93 в составе клуба «Цюрих Лайонс», сыграв 31 матч и забив 2 гола в регулярном сезоне Национальной лиги. В 1994 году перешёл в «Лугано», где отыграл два сезона, но затем вернулся в «Цюрих». В сезоне 1998/99 был игроком клуба «Давос». В 1999 году перешёл в «Клотен», но сыграл за команду лишь один матч, после чего завершил игровую карьеру.
В 1995 году провёл два матча за сборную Швейцарии, дебютный — 29 марта против Латвии.
Его сын Грегор (р. 1997) — вратарь сборной Швейцарии по футболу.